# 시브가툴라 모자데디

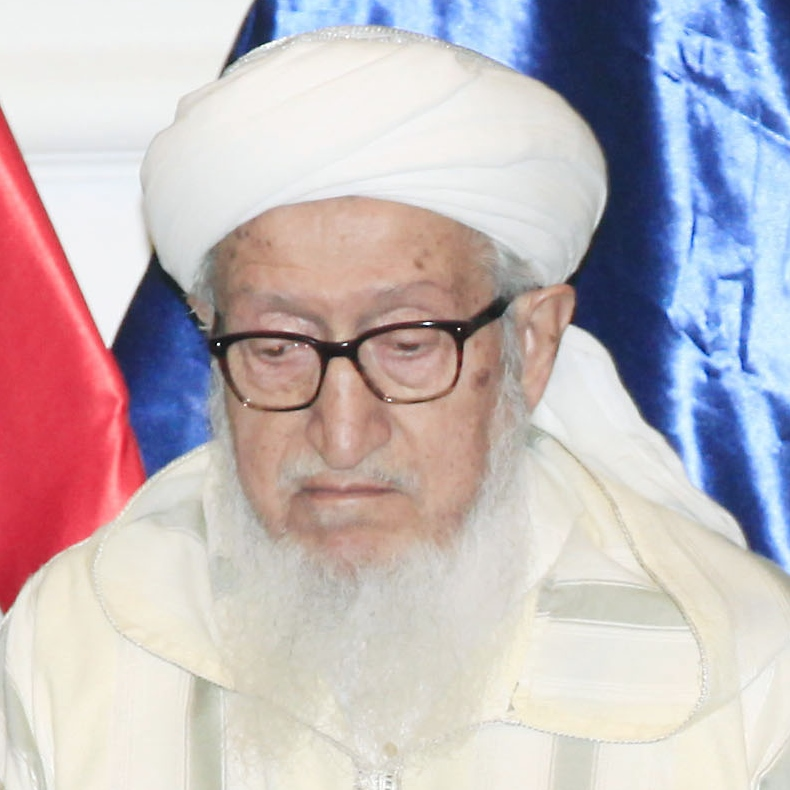
시브가툴라 모자데디. 2014년 9월.

시브가툴라 모자데디(1925년 4월 21일 ~ 2019년 2월 11일)는 아프가니스탄 정치인이다.

## 생애
1925년 카불주에서 태어났다. 2019년 2월 11일 사망하였다.

## 정치인 생활
그는 현재 아프가니스탄 평화 안정 촉진 위원회(Afghanistan Commission for Strengthening Peace and Stability : ACFSPS) 또는 아프가니스탄 평화를 위한 독립 국가위원회(Independent National Commission for Peace in Afghanistan : INCFRIA) 라고 알려진 위원회(평화위원회라고도 함)의 의장이다.
2005년 12월 21일, 모자데디는 임기 5년의 메시라노 지르가(상원) 의장으로 선출되었다.